# Maximilian Fürnsinn

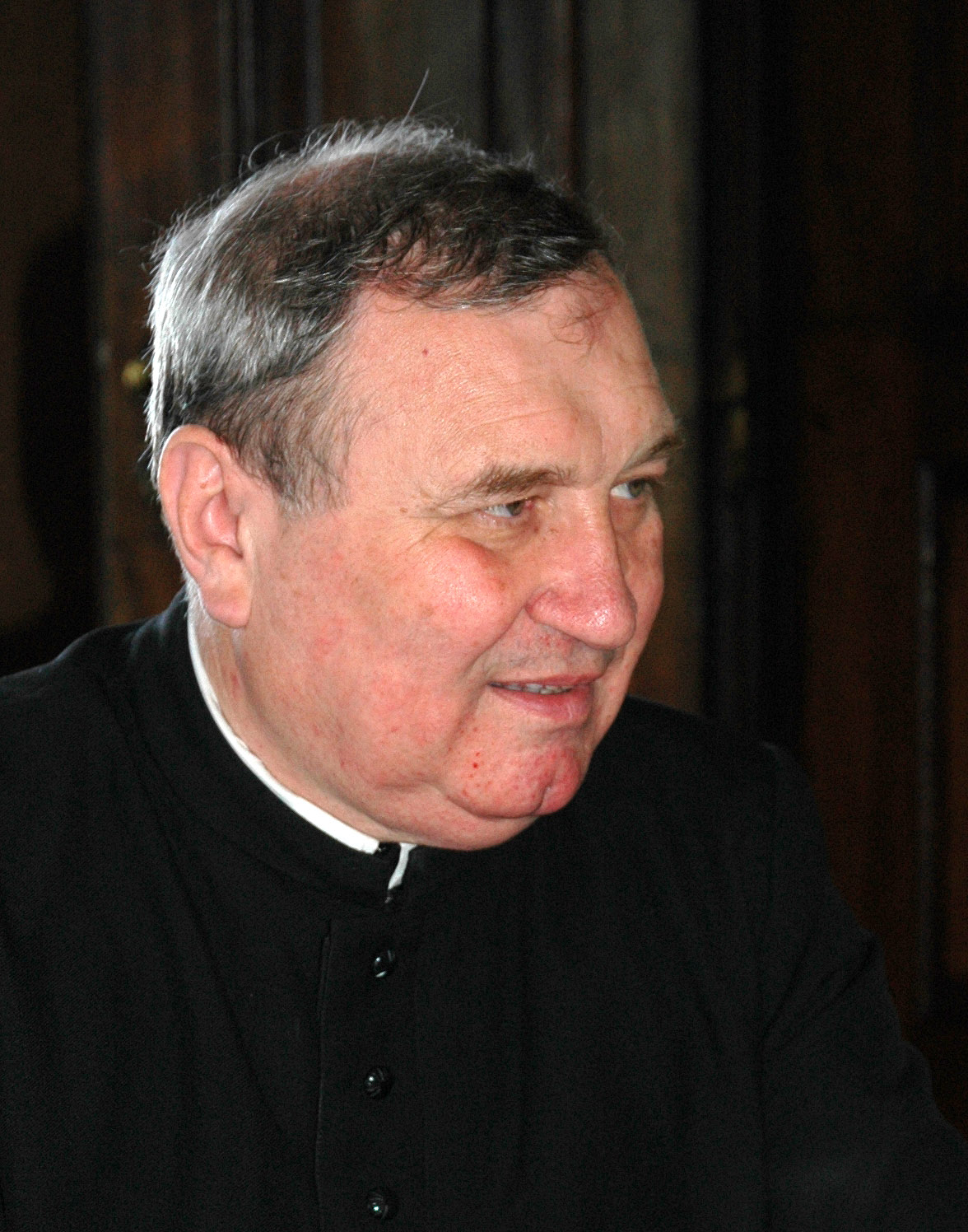
Propst Maximilian Fürnsinn (2006)

Maximilian J. Fürnsinn CanReg (* 5. Mai 1940 in Herzogenburg, Niederösterreich) ist ein römisch-katholischer Ordensgeistlicher. Er war von 1979 bis 2019 der 68. Propst des Stiftes Herzogenburg und von Juli 2021 bis 2023 Administrator des Stiftes Klosterneuburg.

## Leben
Maximilian Fürnsinn, der Sohn einer Fleischhauerfamilie, erlernte vorerst ebenso den elterlichen Beruf, obwohl sein Wunsch, Priester zu werden, bereits in der Volksschule bestand. Er arbeitete noch als Drittbester bei der Gesellenprüfung in Niederösterreich drei Jahre lang im väterlichen Betrieb. Er machte die Matura in Horn und trat anschließend in das Stift Herzogenburg ein. An der Ordenshochschule in Klosterneuburg und in Wien studierte er Philosophie und Katholische Theologie. Er empfing 1972 die Priesterweihe.
Im Stift Herzogenburg war er zunächst als Kaplan, Novizenmeister und Bauamtsdirektor tätig. Im Jahr 1979 wurde er zum 68. Propst und 17. lateranensischen Abt in Herzogenburg gewählt. Die Benediktion spendete ihm der Bischof von St. Pölten Franz Žak. Sein Wahlspruch ist Christus, qui habitat in nobis („Christus, der in uns wohnt“). 1989, 1999 und 2009 wurde er jeweils auf zehn Jahre wiedergewählt. Am 9. April 2019 wurde Petrus Stockinger als Nachfolger von Fürnsinn zum 69. Propst des Stiftes Herzogenburg gewählt.
Von 1981 bis 2008 war er Vorsitzender der niederösterreichischen Äbtekonferenz und Vorsitzender der Ordenskonferenz der Diözese St. Pölten. Von 1998 bis 2013 war er auch Vorsitzender der Österreichischen Superiorenkonferenz der Männerorden.
Die Kongregation für die Institute geweihten Lebens und für die Gesellschaften apostolischen Lebens hat auf Antrag des päpstlichen Delegaten für das Stift Klosterneuburg, Bischof Josef Clemens, mit Dekret vom 4. Juni 2021 den emeritierten Propst des Augustiner-Chorherren-Stiftes Herzogenburg zum Administrator des Stiftes Klosterneuburg ernannt. Er trat dieses Amt mit 1. Juli 2021 an.
Fürnsinn wurde am 22. Juni 1991 in Graz als Großoffizier in den Ritterorden vom Heiligen Grab zu Jerusalem investiert. Seit 1990 wirkt er schon als Prior für die Komturei St. Pölten. Von 1996 bis 2008 war Maximilian Fürnsinn Großprior des Ritterordens vom Heiligen Grab zu Jerusalem, ab Oktober 2008 Großprior emeritus und ab 2009 Ehrengroßprior. Er ist des Weiteren Ehrenmitglied der KAV Danubia Wien-Korneuburg, der K.Ö.H.V. Nordgau Wien und der K.A.V. Norica Wien im ÖCV sowie der KAV Capitolina zu Rom im CV und der K.Ö.St.V. Vindobona II im MKV.

## Ehrungen und Auszeichnungen
- 1992: Silbernes Komturkreuz des Ehrenzeichens für Verdienste um das Bundesland Niederösterreich
- 1999: Großes Silbernes Ehrenzeichen für Verdienste um die Republik Österreich[5]
- 2007: Österreichisches Ehrenkreuz für Wissenschaft und Kunst I. Klasse
- 2010: Verleihung der „Medaille für Verdienste um den Denkmalschutz“ der Republik Österreich[6]
- 2012: Verleihung des Berufstitels Ökonomierat

## Schriften
- mit Veronica-Maria Schwed Aus ganzem Herzen leben. Gedanken zu Maria, Molden 2007, ISBN 3-85485-203-7
- mit Ulrich Mauterer: Augustiner-Chorherrenstift Herzogenburg, Residenz-Verlag 2008, ISBN 3-7017-3004-0
- mit Christiane Scholler: Leben, einfach leben: Eine Spurensuche, Styria Premium 2012, ISBN 3-222-13362-X